# Пандемија ковида 19 у Квебеку
Пандемија ковида 19 у Квебеку је вирусна пандемија болести корона вируса 2019 (ковид 19), нове заразне болести узроковане тешким акутним респираторним синдромом коронавирус 2 (САРС-КоВ-2). Пандемија се први пут проширила на Квебек крајем фебруара 2020. године, а први потврђени случај била је 41-годишња жена из Монтреала која се вратила из Ирана летом из Дохе у Катару.
Квебек је 14. марта 2020. године прогласио своју прву ванредну ситуацију у јавном здрављу у својој историји, која је касније обновљена и продужена више пута до 2020. и 2021. године на неодређено време. Влада је 15. марта наложила затварање разних забавних и рекреативних објеката, а 23. марта је наложено да се затворе сва предузећа која нису неопходна. До краја марта у свим регионима покрајине потврђено је преко четири и по хиљаде случајева. Старачки домови су били посебно тешко погођени, са око 80% смртних случајева у првом таласу пандемије.
Како се лето приближавало, број дневних случајева је нагло опао, што је довело до попуштања неких здравствених ограничења. Међутим, почевши од касног лета и јесени 2020, други талас вируса почео је да се јавља у Квебеку и широм Канаде. У септембру су враћена ограничења у ширим деловима Монтреала и Квебека. Мере су укључивале забрану приватних окупљања и затварање објеката где се служила храна у затвореном простору. Како је јесен прелазила у зиму, број случајева је наставио да расте, а дневни број случајева повремено обара покрајинске рекорде, што је навело владу Квебека да додатно пооштри ограничења и прошири их на више региона. До почетка децембра, Квебек је достигао укупно 100.000 случајева ковида 19.
Након што је Министарство здравља Канаде одобрило вакцину фајзер–БиоНТех ковид 19 и вакцину Модерна ковид 19, кампања вакцинације је почела у Квебеку 14. децембра, при чему је прва вакцина у Канади дата једном становнику у старачком дому града Квебека.
Квебек је 25. децембра (на Божић) 2020. године увео карантин у целој провинцији и увео полицијски час 9. јануара 2021. године. У фебруару 2021, као резултат опадања случајева, Квебек је почео поново да отвара економију на регионалном нивоу, омогућавајући да се поново отворе предузећа која нису „неопходна”. Убрзо након тога, у априлу, поновно отварање је поништено због трећег таласа ковида 19, вођеног са више варијанти ковида, посебно Алфа варијантом. Како су случајеви почели да опадају заједно са убрзањем кампање вакцинације у мају, ограничења су почела да попуштају, а полицијски час је престао 28. маја у целој покрајини. Очекивало се да ће се ограничења постепено укидати током лета, а мандат маски је требало да се заврши крајем августа, али је, нови, четврти талас ковида зауставио ове планове. Да би се избегло још једно затварање као резултат четвртог таласа, покрајина је 1. септембра 2021. увела систем пасоша за вакцину, поставши једна од првих провинција у Канади која је то учинила. Упркос овој мери, делимично затварање је почело 20. децембра 2021, пошто је веома заразна варијанта Омикрона генерисала рекордан број нових случајева. Затварање је пооштрено у новогодишњој ноћи, ресторани су били приморани да се затворе, приватна окупљања су опет забрањена, а полицијски час је поново уведен.
До 2021. године, Квебек је пријавио највећи број случајева ковида 19 у Канади.

## Вакцинација
Квебек је примио прве пошиљке вакцина против ковида 13. децембра 2020. године. Приоритетна вакцинација домова стараца и здравствених радника почела је следећег дана, а 89-годишњи штићеник дома у граду Квебек био је први у провинцији а и у земљи који је примио вакцину. Вакцинација целокупне популације почела је 1. марта 2021. године прво са људима старијим од 80 година у Монтреалу. Током наредна три месеца, кампања вакцинације је постепено проширена на сваку старосну групу у опадајућем редоследу. До 14. маја, сви одрасли у Квебеку су могли да закажу термин за вакцинацију, а до 6. јуна 75% Квебечана који испуњавају услове примило је најмање једну дозу вакцине. Мера која је захтевала пасош за вакцину је ступио на снагу 1. септембра 2021. године, а важио је за ресторане, барове, теретане и затворене просторе, између осталог. Током наредних неколико месеци проширена је на друге установе, укључујући провинцијске продавнице алкохола и канабиса. До средине јануара 2022, сви одрасли су имали право да приме трећу дозу вакцине против ковида 19.